# Skylar Spencer
Skylar Spencer (Inglewood, California, 11 de julio de 1994) es un jugador de baloncesto estadounidense que pertenece a la plantilla del APU Udine de la  Serie A italiana. Con 2,06 metros de estatura, juega en la posición de pívot.

## Trayectoria deportiva
Jugó durante cuatro temporadas con los San Diego State Aztecs donde jugó de 2012 a 2016. En la temporada 2017-18, jugaría en la D-League en las filas de Fort Wayne Mad Ants (15 partidos) y Agua Caliente Clippers (9 partidos).
En mayo de 2018, firma por el Guaros de Lara con que jugaría el final de la Liga Profesional de Baloncesto de Venezuela.
En septiembre de 2018, llega a Europa para jugar en las filas del CSA Steaua București para jugar Liga Națională (baloncesto) y Eurocup. En diciembre de 2018 fichó por el Sakarya BB de la TBL, pero su contrato fue anulado.
En la temporada 2021-22, firma por el B.C. Astana para disputar la Liga Nacional de Baloncesto de Kazajistán y la VTB League.
El 9 de septiembre de 2022 firmó contrato con el Pallacanestro Trieste de la Lega Basket Serie A.
En agosto de 2023 es presentado en Libertadores de Querétaro de la LNBP en México.  Mediada la temporada fichó por el Pallacanestro Varese de la Lega Basket Serie A italiana para reemplazar al despedido Willie Cauley-Stein.